# Беркат-Юрт
Бе́ркат-Юрт (чечен. Беркат-Йурт) — село в Грозненском районе Чеченской Республики. Административный центр Беркат-Юртовского сельского поселения.

## География
Село расположено в междуречье рек Чёрная и Гордалинка, чуть выше их впадения в Сунжу, в 3 км к востоку от города Грозный.
Ближайшие населённые пункты: на севере — станица Петропавловская, на северо-востоке — станица Ильиновская, на юго-востоке — город Аргун, на юге — село Центора-Юрт и на северо-западе — село Старая Сунжа (ныне в составе города Грозный).

## Этимология
Беркат в переводе с чеченского языка означает — «изобилие», богатство. В своё очередь слово «беркат», является арабизмом укоренившимся в кавказских языках.

## История
Село основано в 1970 году как центральная усадьба совхоза «Гордалинский». Современное название с 1980 года.

## Население
| 1990  | 2002  | 2010  | 2012  | 2013  | 2014  | 2015  |
| ----- | ----- | ----- | ----- | ----- | ----- | ----- |
| 1143  | ↗2015 | ↗3109 | ↗3231 | ↗3275 | ↗3347 | ↗3447 |
| 2016  | 2017  | 2018  | 2019  | 2020  | 2021  | 2023  |
| ↗3550 | ↗3678 | ↗3766 | ↗3868 | ↗3978 | ↗4725 | ↗4872 |
| 2024  |       |       |       |       |       |       |
| ↗4973 |       |       |       |       |       |       |

Национальный состав
По данным Всероссийской переписи населения 2010 года:
| Народ   | Численность, чел. | Доля от всего населения, % |
| ------- | ----------------- | -------------------------- |
| чеченцы | 3 108             | 99,97 %                    |
| другие  | 1                 | 0,03 %                     |
| всего   | 3 109             | 100,00 %                   |

## Образование
- Беркат-Юртовская муниципальная средняя общеобразовательная школа[21].

## Улицы
Уличная сеть села:
| - А. Чолаева - Абубакарова - Абуева - Автарханова - Алиева - Амирханова - Аушева - Ахриева - Бисултанова - Висаитова - Восточная - Галаматова - Гачаева - Горная - Даргинская - Джанаралиева - Джовтаева | - Дидиева - Дружбы Народов - Дускаева - Зайтаева - Западная - Захарова - Зубариева - Ибрагимова - Исаева - И. Чолаева - Кавказская - Кадырова - Комсомольская - Конечная - Лесная - Майская - Мира | - Муртазаева - Мутаева - Нурадилова - Озёрная - Пайсаева - Рабочая - Сайдал-Алиева - Сайдалханова - Солнечная - Солтагеерева - Старо-Сунженская - Таймусханова - Талаева - Татаева - Т. Болтукаева - Трудовая - Турачева | - Умарова - Хамсуева - Х. Дубаева - Хатаева - Хункарханова - Цветочная - Центароевская - Шейх-Мансура - Ш. Вараева - Шерипова - Школьная - Школьная 1-я - Школьная 2-я - Шоссейная - Эдигова - Эдиева - Эдильханова | - Юбилейная - 1-й Джанаралиева - 1-й Кадырова - 1-й Конечный - 2-й Джанаралиева - 2-й Кадырова - 3-й Джанаралиева - 3-й Кадырова |